# Corneel De Coster
Corneel De Coster (bijnaam Den Reggel) (Elewijt, 13 oktober 1912) is een voormalig Belgisch wielrenner. 
Neel begon te koersen in 1933, toen hij reeds 21 jaar oud was. 
Hij was de kostwinner, vader hoorde niet meer bij het gezin dat vijf kinderen telde. Moeder Trees was niet zo gelukkig met zijn keuze voor het wielrennen, maar gezien zijn overwinningen bracht hij menig briefje in haar geldkoffertje en gaf ze uiteindelijk haar zegen.
Hij startte als kermiscoureur en maakte al vlug de stap naar de junioren waarbij hij in 1934 twaalfmaal tweede werd zodat hij als regelmatige renner beschouwd werd.
In 1935 was het een zware verkoudheid die hem belette te koersen, maar zodra hij hiervan herstel dwas liet hij opnieuw enkele ereplaatsen optekenen. Dit was voor Neel de kans om een stap hoger te gaan en op het einde van het seizoen werd hij onafhankelijke.
Hij eindigde zevende in Brussel-Nijvel en was vijftiende in Hombeek, na bandbreuk.
In 1936 behaalde hij het hoogtepunt uit zijn carrière door in Ligny Belgisch kampioen te worden in het Belgisch kampioenschap wielrennen voor onafhankelijken .
Corneel De Coster was een beetje de Elewijtse Remco Evenepoel van zijn tijd; want hij behaalde niet enkel overwinningen als wielrenner maar ook als voetballer bij FC Elewijt.
De wielerbaan te Elewijt werd "Den Reggel" genoemd ter ere aan Corneel De Coster en ook omdat hij op die plaats woonde in een noodwoning daar neergezet na de Wereld Oorlog I in vervanging van afgebrande woningen. "Den Reggel" is ook de naam van het stadion van KCVV Elewijt; waarvan het voetbalveld gelegen is binnen de wielerpiste.
Tijdens de oorlog zat Corneel in Duitsland; maar daarna zette hij zijn wielercarrière verder en in 1949 reed hij nog mee met onder anderen Raymond Impanis en Rik Van Steenbergen in een criterium in het Vrijbroekpark in Mechelen ter gelegenheid van de eerste wereldtitel van Rik Van Steenbergen.